# Icyk Manger

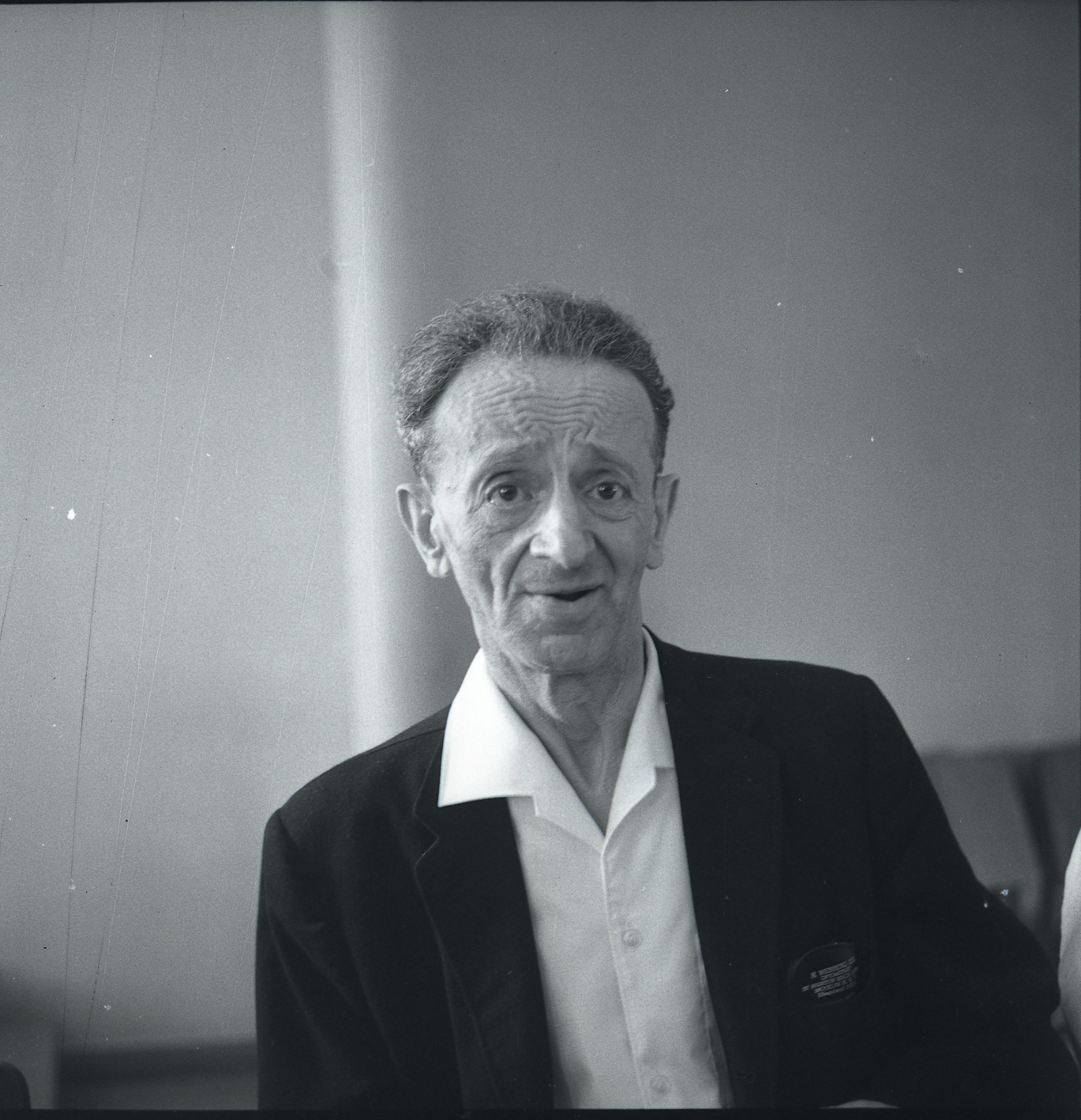
Icyk Manger (1965)

Icyk Manger (jid. ‏איציק מאַנגער‎ Icik Manger, ur. 30 maja 1901 w Czerniowcach, w Austro-Węgrzech, zm. 21 lutego 1969 w Gederze, w Izraelu) – żydowski poeta i pisarz tworzący w języku jidysz.
Nawiązywał do poezji ludowej, pisał o losie Żydów w Europie Wschodniej, adaptował wątki biblijne. Jeden z najwybitniejszych poetów jidysz w XX wieku

## Życiorys
Urodził się w Czerniowcach, tam też uczył się w niemieckim gimnazjum, z którego wyrzucono go za złe sprawowanie. W okresie międzywojennym mieszkał m.in. w Wilnie i w Warszawie.
Debiutował wierszami publikowanymi na łamach prasy w 1921. W roku 1929 wydał swą pierwszą książkę – zbiór wierszy Sztern ojfn dach („Gwiazdy na dachu”). Wydany w 1935 zbiór Chumesz-lider („Wiersze biblijne”), w którym przedstawiał biblijnych patriarchów jako współczesnych sobie Żydów z małych miasteczek, przyniósł mu sławę. Pisał również felietony, sztuki teatralne i eseje krytycznoliterackie. W 1939 opublikował powieść fantastyczną Dos buch fun gan-ejdn („Księga raju”).
W latach 30. związany był z Rachelą Auerbach, która w czasie wojny zdeponowała jego dzieła w Archiwum Ringelbluma wiele z nich ratując przed bezpowrotnym zniszczeniem.
Manger nigdy nie uzyskał polskiego obywatelstwa i w 1938 roku jako obcokrajowiec został zmuszony do opuszczenia Polski, udał się do Paryża, by następnie w 1940 roku przenieść się do Londynu. Uzyskał brytyjskie obywatelstwo. W 1951 roku przeprowadził się do Nowego Jorku. Od 1967 do śmierci mieszkał w Izraelu.

## Upamiętnienie
W Izraelu przyznawana jest Nagroda im. Icyka Mangera ustanowiona w 1968 roku, gdy Manger został jej pierwszym laureatem.

## Twórczość (wybór)

### Zbiory wierszy
- 1929 – Sztern ojfn dach (jid. ‏שטערן אויפֿן דאַך‎ „Gwiazdy na dachu”)
- 1933 – Lamtern in wint (jid. ‏לאַמטערן אין ווינט‎ „Lampiony na wietrze”)
- 1935 – Chumesz-lider (jid. ‏חומש־לידער‎ „Wiersze biblijne”)
- 1952 – Lid un balade (jid. ‏ליד און באַלאַדע‎ „Pieśń i ballada”)

Wybór wierszy Mangera (w tłumaczeniach Jerzego Ficowskiego, Antoniego Słonimskiego i Wisławy Szymborskiej) został opublikowany w Antologii poezji żydowskiej. Samodzielny tom w przekładzie na język polski Zewa Szepsa ukazał się w Londynie w roku 1976.

### Powieść
- 1939 – Di wunderleche lebns-baszrajbung fun Szmuel Abe Aberwo (Dos buch fun gan-ejdn) (jid. ‏די וווּנדערלעכע לעבנס־באַשרײַבונג פֿון שמואל אַבא אבערוואָ (דאָס בוך פֿון גן־עדן)‎) – przekład polski Michała Friedmana: Księga raju, czyli Przedziwne żywota opisanie Szmula Aby Aberwo[5]